# Agram (musikalbum)
Agram är ett musikalbum av Lena Willemark och Ale Möller, utgivet 1996 av ECM Records. Albumet är uppföljaren på duons tidigare samarbete, Nordan, i projektet som kallas "The Nordan Project". 
Låten "Simonpolskan" som Ale Möller och Mats Edén har komponerat ihop är en låt tillägnad spelmannen Simon Simonsson.

## Låtlista
Alla låtar är traditionella om inget annat anges.
1. "Syster Glas" (Ale Möller) – 3:33
2. "Agram" (Lena Willemark) – 3:13
3. "Såsom Fågelen" – 4:52
4. "Fastän" (Eva Saether) – 2:47
5. "Björnen" (Musik: Ale Möller – text: Trad.) – 5:46
6. "Samsingen" – 7:22
7. "Per Andsu lietjin" – 2:00
8. "Josef från Arimatea" (Musik: Trad. – text: Verserna 2-3 av Stefan Demert) – 5:32
9. "Lager och Jon" – 5:40
10. "Blåmåiri" (Lena Willemark) – 4:21
11. "Slängpolskor" – 5:02
12. "Elvedansen" (Musik: Ale Möller – text: Trad.) – 8:46
13. "Simonpolskan" (Ale Möller, Mats Edén) – 4:32

Total tid: 63:50
- Arrangemang:
- Edén, Möller, Knutsson, Johansson (4)
- Möller (2, 3, 6, 8, 10, 11)
- Willemark, Danielsson, Möller (7)
- Willemark, Edén, Möller (9)

## Medverkande
- Ale Möller — mandola, luta, flöjt, folkharpa, skalmeja, kohorn, hackbräde
- Lena Willemark — sång, fiol, viola
- Palle Danielsson — kontrabas
- Mats Edén — fiol
- Tina Johansson — percussion
- Jonas Knutsson — sopran- & barytonsaxofon, percussion